# جيمس دبليو. فلانغن
جيمس دبليو. فلانغن (بالإنجليزية: James W. Flanagan)‏ هو محامي وسياسي أمريكي، ولد في 5 سبتمبر 1805 في غوردونسفيل في الولايات المتحدة، وتوفي في 28 سبتمبر 1887 في لونغفيو في الولايات المتحدة. حزبياً، نشط في الحزب الجمهوري. وقد انتخب عضو مجلس ولاية تكساس وانتخب عضو مجلس الشيوخ الأمريكي.